# Pogonatum misimense
Pogonatum misimense là một loài Rêu trong họ Polytrichaceae. Loài này được (E.B. Bartram) Touw miêu tả khoa học đầu tiên năm 1986.